# Sankt Georgen an der Gusen
Sankt Georgen an der Gusen est une commune autrichienne du district de Perg en Haute-Autriche.

## Histoire
Durant la Seconde Guerre mondiale, en 1940, le siège administratif du complexe de camp de Mauthausen-Gusen était basé à Sankt Georgen.
En 1944, un sous-camp de Mauthausen-Gusen a également été installé dans la commune, sous le nom de Gusen II.
Les prisonniers ont participé à la construction et l'exploitation de l'usine souterraine d'aviation B8 "Bergkristall" (de), un complexe souterrain d'environ 40 000 m2 sous la commune, protégé des bombardements des alliés et permettant d'assembler les Messerschmitt Me 262.
Des travaux de recherches sur l'étendue et les missions du complexe souterrain sont en cours en 2014, à la suite de mesures de radioactivité anormale ainsi que la découverte de nouveaux tunnels